# Basilica di San Savino
La basilica di San Savino è una chiesa cattolica situata a Piacenza e dedicata a san Savino, il quale dopo san Vittore fu il secondo vescovo cittadino, le cui spoglie sono contenute all'interno dell'altare principale. Ha la dignità di basilica minore.

## Storia
Il primo edificio religioso costruito in loco fu una basilica costruita per volontà di Savino nel corso del IV secolo d.C., consacrata ai dodici apostoli e situata immediatamente all'esterno delle mura del castrum romano in una zona dove era già presente una necropoli sin dall'età augustea.

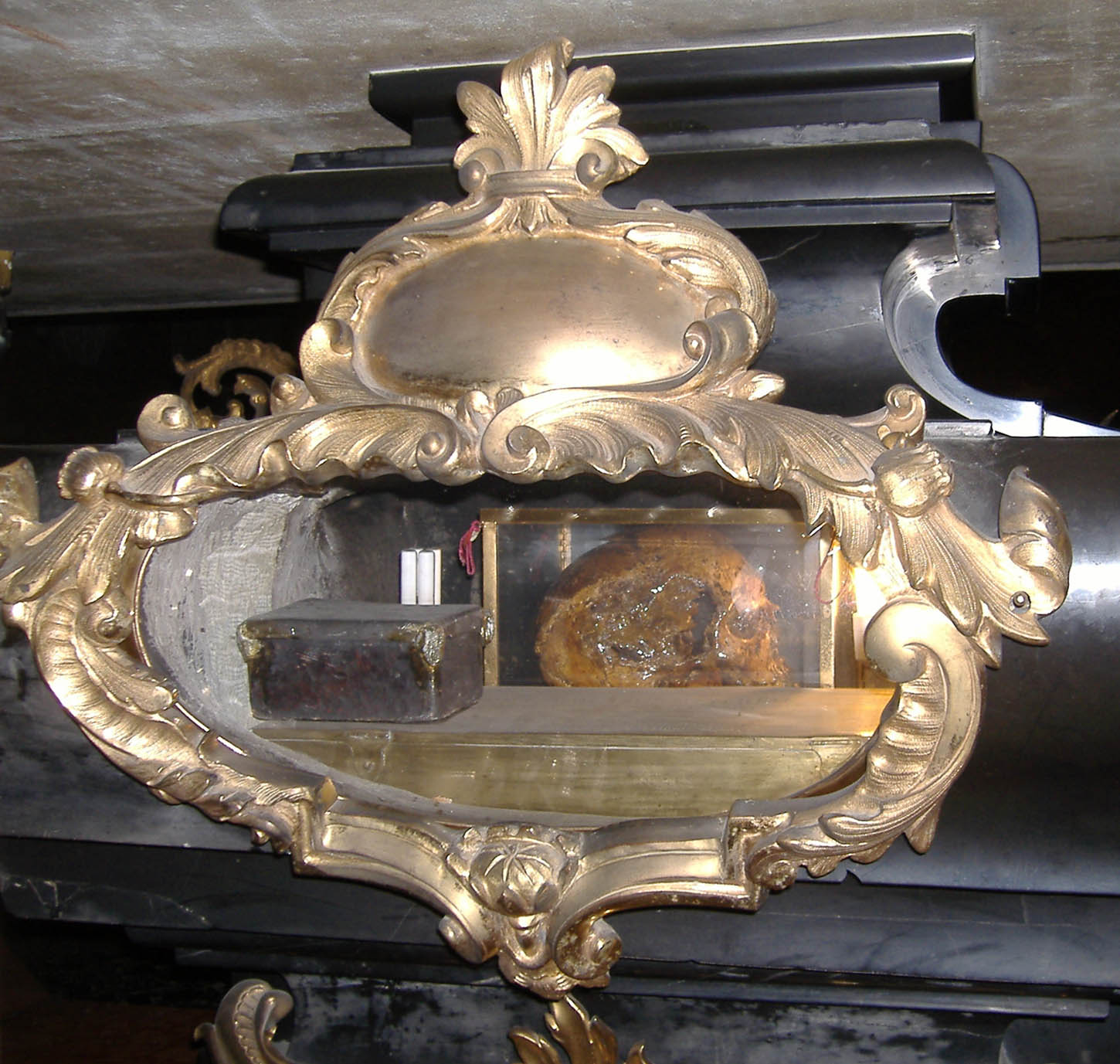
Le reliquie di San Savino ospitate all'interno della basilica

Nel 420, dopo la morte di Savino, il suo successore alla carica vescovile Mauro ne ordino la tumulazione all'interno dell'edificio religioso, che successivamente venne consacrato allo stesso Savino; l'edificio in questione venne, poi, distrutto tra l'899 e il 902 durante la discesa in Italia degli ungari. Nel 903 fu avviata la ricostruzione dell'edificio, ad opera del vescovo di Piacenza Everardo, in una posizione più centrale rispetto alla città e collocata all'interno della cinta muraria. tuttavia, una seconda incursione ungara, avvenuta nel 924, vide la chiesa venire rasa al suolo.

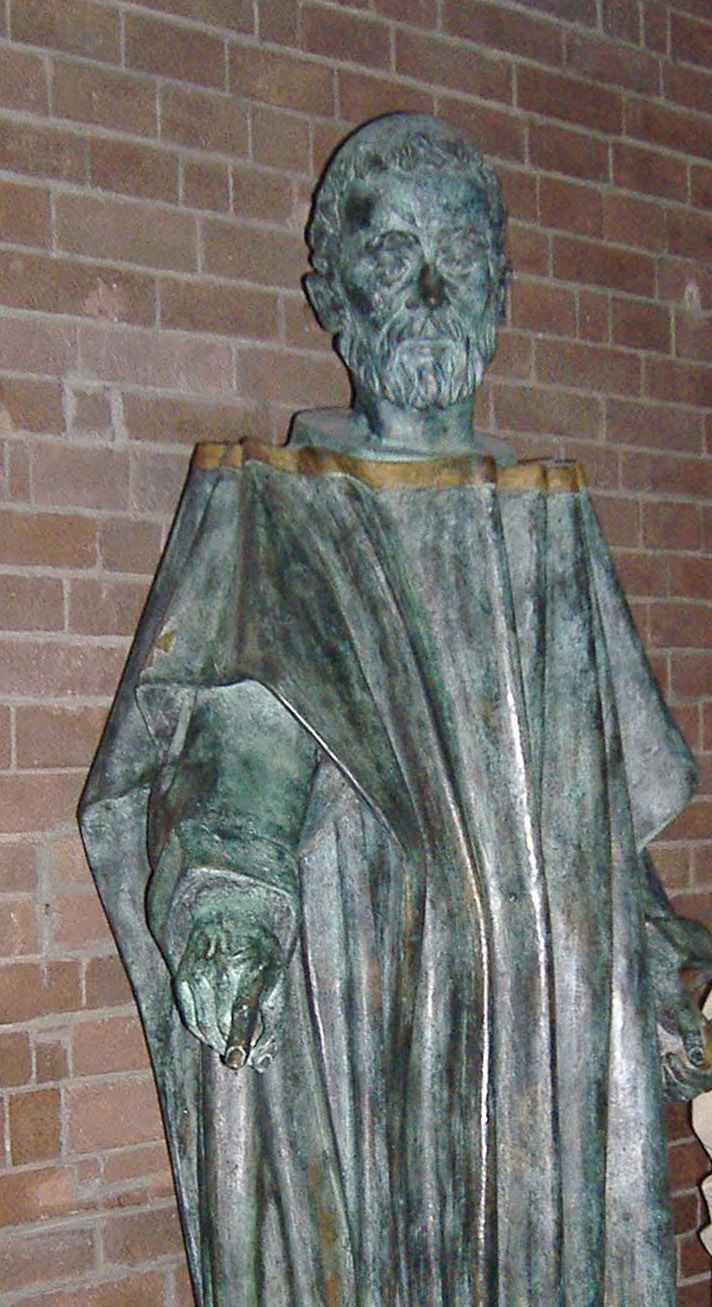
Statua bronzea di san Savino con casula contenuta all'interno della chiesa

Intorno all'anno Mille iniziarono i lavori di ricostruzione di un edificio religioso nella posizione originaria su iniziativa del vescovo-conte di Piacenza Sigifredo che affiancò alla chiesa anche un monastero benedettino.
La consacrazione definitiva della nuova costruzione avvenne il 15 ottobre 1107 e fu cerimoniata dal vescovo Aldo. Contemporaneamente alla chiesa venne realizzata anche la cripta, la quale fu decorata con dei mosaici databili intorno al 1100. In questa occasione la chiesa subì alcuni interventi di restauro, seguiti negli anni successivi dalla realizzazione della cripta e dei mosaici, mentre ulteriori modifiche, di cui non fu specificata l'entità, vennero apportate nel 1278.
Durante il corso del XV secolo la chiesa divenne una commenda, poi nel 1495, dopo che i benedettini avevano praticamente lasciato il monastero a causa delle precarie condizioni statiche o per il loro numero ormai declinante, venne ceduta da parte dell'abate commendatario Rufino Landi all'ordine dei monaci gerolimini, sotto ai quali il chiostro fu sottoposto a importanti lavori di rifacimento. Nell'ambito dei lavori intrapresi dai monaci, nel 1509 fu demolito l'altare principale della chiesa; durante questo intervento furono rinvenute all'interno dell'altare le reliquie di San Savino. Nell'aprile del 1579 il pontefice Gregorio XIII concesse al collegio inglese di Roma gran parte dei beni della commenda che erano stati inizialmente assegnati ai geronimini.
Nel XVII secolo, a partire dal 1631, la chiesa fu oggetto di diverse modifiche che alterarono l'originale stile romanico con diverse aggiunte di gusto barocco; nel 1631 vennero rasi al suolo l'abside maggiore, sostituita da una nuova a forma trapezoidale, e l'abside della navata sinistra. Nel 1650 le pareti laterali vennero demolite, facendo spazio alla costruzione di alcune cappelle. Negli anni successivi, inoltre, vennero modificate le finestre, furono aggiunti un cornicione sui capitelli del presbiterio e diversi stucchi, mentre la sala posta al di sopra del pronao venne riadattata per contenere l'organo, completato nel 1689.
I lavori di rifacimento continuarono nel secolo successivo: nel 1707 l'altare contenente le reliquie di San Savino venne spostato nel presbiterio superiore. Nel 1721 fu completata, con una cancellata realizzata in ferro battuto opera di Paolo Maria Nibbio, la realizzazione di una nuova facciata di gusto barocco, mentre nel 1731 fu realizzato un nuovo altare, anch'esso allineato allo stile dominante con cui era stata modificata la chiesa, in cui furono spostate le reliquie di Savino.
Nei primi anni del XX secolo vennero intrapresi, su impulso del vescovo Giovanni Battista Scalabrini, che già aveva favorito analoghi lavori sulla cattedrale, degli interventi volti al ripristino dell'originale aspetto romanico del tempio: le modifiche vennero affidate all'ingegner Ettore Martini e videro il recupero della cripta e dei mosaici, l'eliminazione delle decorazioni in stucco e il rifacimento di absidi e finestre per riportarli all'aspetto preesistente al XVIII secolo. Anche la facciata fu oggetto di alcune operazioni: furono recuperati diversi affreschi, di cui uno riportante l'indicazione dell'anno 1350, che furono, quindi, spostati nel presbiterio, su alcuni supporti. Nell'ultima fase le modifiche furono portate avanti dall'architetto Pietro Berzolla. Negli stessi anni furono eliminate tutte le cappelle laterali, una delle quali venne sostituita dalla nuova cappella dedicata alla Madonna della Medaglia Miracolosa.
A partire dal 2004 iniziarono una serie di interventi di restauro, posti sotto la guida dell'architetto piacentino Carlo Beltrami. Il primo dei quali fu finalizzato al recupero della copertura della basilica, la quale, a quella data, si trovava in cattivo stato di conservazione. Sempre nello stesso anno, vi fu la progettazione di un nuovo impianto di illuminazione da parte dello stesso Beltrami.
Nel 2006 venne restaurata la cappella della Medaglia Miracolosa; durante i lavori conservativi, eseguiti dalla restauratrice piacentina Lucia Bravi sotto la direzione dell'architetto Beltrami ritornarono alla luce dei pregevoli affreschi, databili al XVII secolo e attribuibili a Giovanni Evangelista Draghi, già pittore di corte della famiglia Farnese, signori di Parma e Piacenza. I dipinti rappresentano quattro scene bibliche: il sacrificio di Isacco, Mosè salvato dalle acque, Mosè davanti al roveto ardente, Mosè che presenta il capretto per il sacrificio pasquale.
Fra il 2006 e il 2007, si intervenne sulla canonica e sull'edificio dell'oratorio, quest'ultimo risalente al XX secolo.

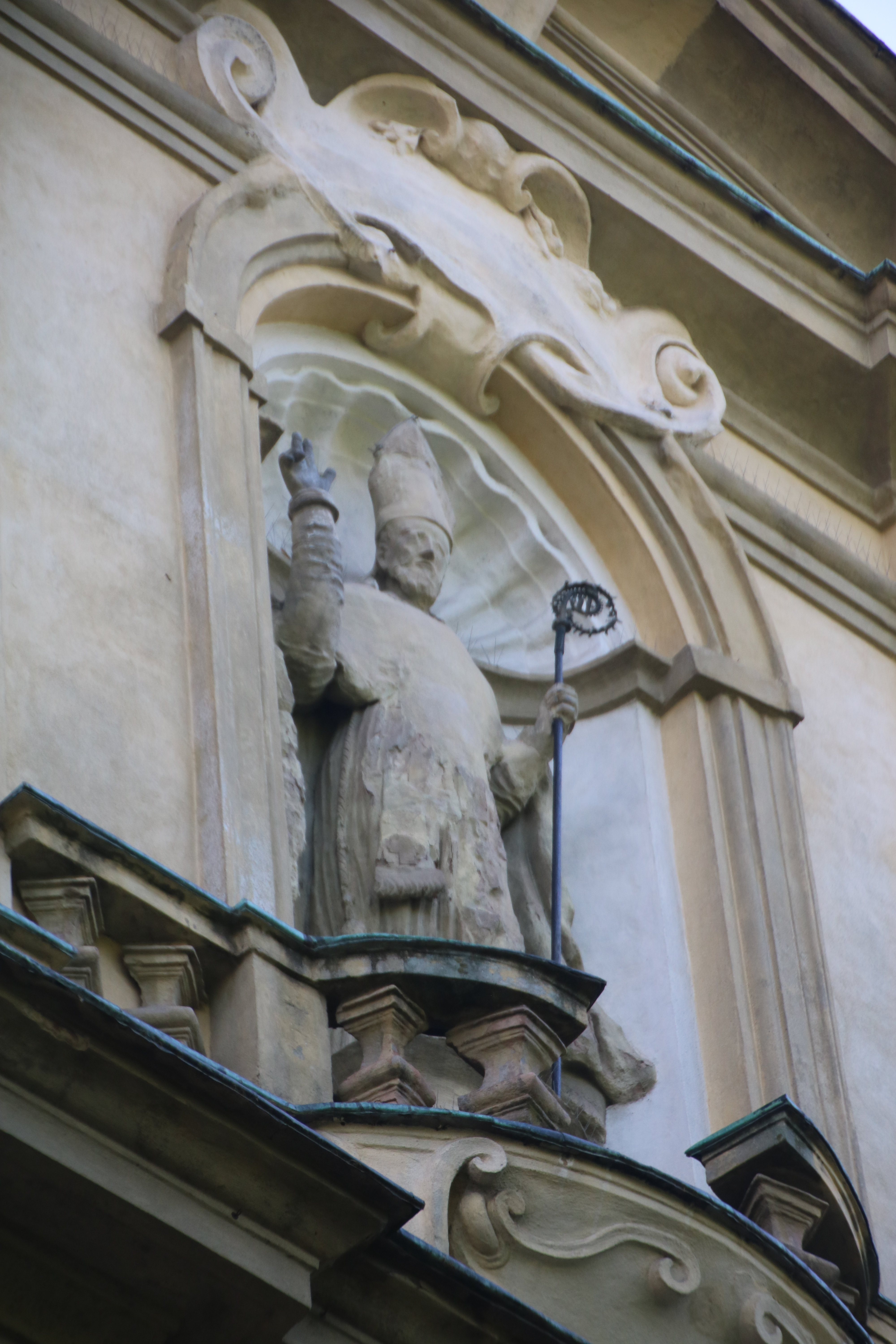
La statua di San Savino posta al centro della vela

## Descrizione

### Esterno
La chiesa si caratterizza per la presenza di una facciata in stile barocco completata nel 1721 da parte dell'architetto Andrea Galluzzi in sostituzione dell'originale facciata romanica. L'opera di Galluzzi, a vento, si compone di tre livelli separati tra loro da cornici in aggetto. Nella parte bassa si trova un porticato formato da archi a tutto sesto poggiati su colonne marmoree binate dotate di capitelli tuscanici. Gli intermezzi tra i vari archi sono decorati da sculture raffiguranti i quattro evangelisti situate all'interno di nicchie dalla forma ovale risalenti agli anni intorno al 1710.
Il segmento mediano della facciata è diviso in tre segmenti da lesene binate decorate con capitelli di ordine corinzio; al centro di ognuno dei tre segmenti si colloca un finestrone rettangolare. Infine, il segmento più alto culmina in una vela centrale decorata con lesene binate. Ai lati dell vela sono presenti due pinnacoli. Una statua raffigurante San Savino si trova in una nicchia posta nel mezzo della vela.
Dell'originale facciata romanica sono visibili alcuni elementi lateralmente ai portali d'ingresso, nonché un capitello con una decorazione ad anello esalobato. La torre campanaria si trova alla destra dell'abside e presenta una pianta quadrata. Essa è divisa in quattro livelli da cornici marcapiano, mentre la cella è decorata da bifore a tutto sesto sui quattro fronti.

### Interno

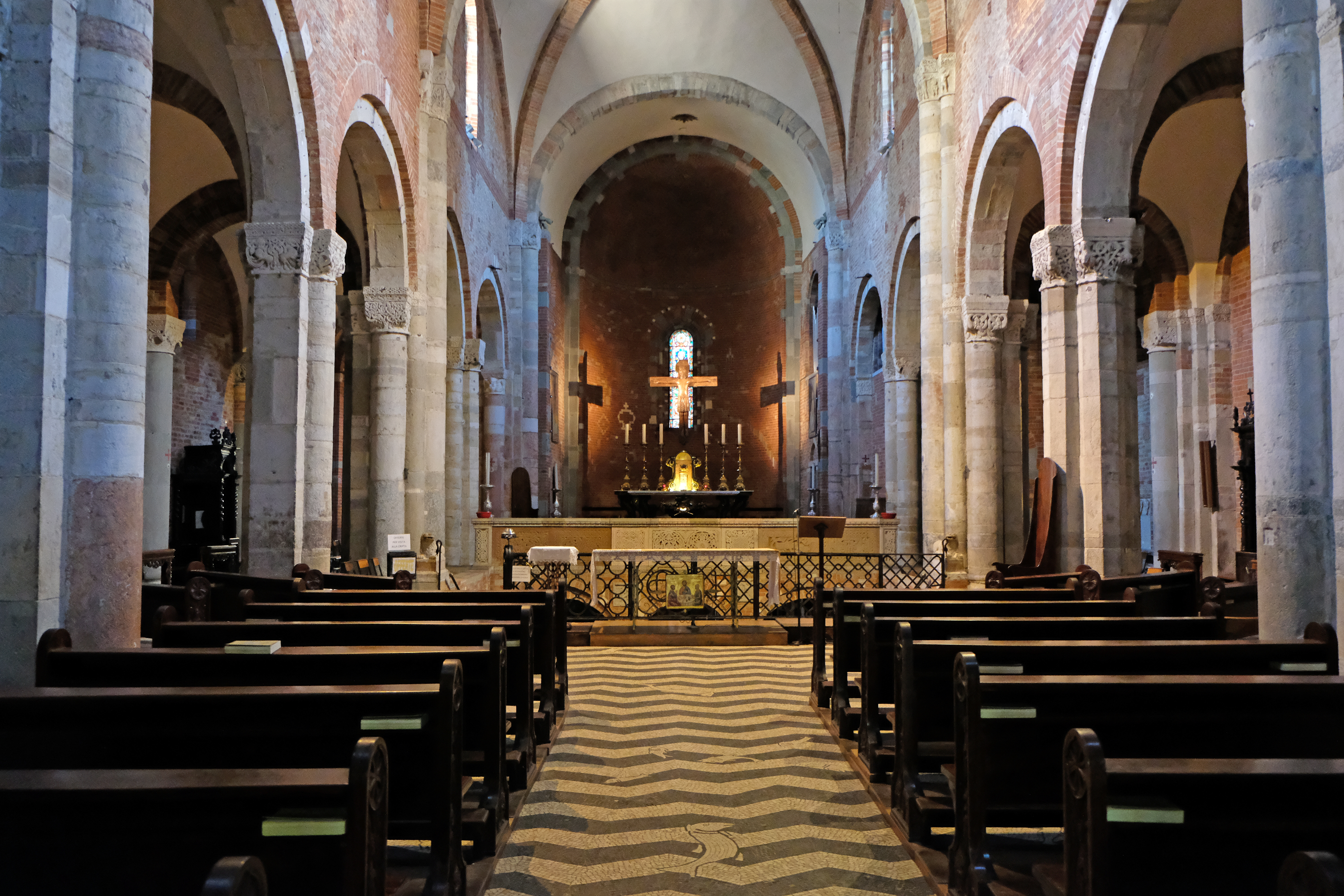
La navata maggiore

L'interno presenta una pianta basilicale a tre navate, le quali vengono separate da una serie di pilastri marmorei: tra i pilastri si alternano quelli minori, a sostegno degli archi delle navate laterali, a quelli maggiori, a sostegno della volta a crociera della navata maggiore. La parte terminale dei pilastri presenta capitelli decorati con forme geometriche e animali fantastici. Sia la navata principale che le due laterali sono voltate a crociera: mentre la navata centrale consta di tre campate, le due minori ne presentano sei.
Al termine della navata maggiore è presente il coro che presenta una volta a botte e va a culminare nell'abside principale caratterizzata da una forma semicircolare, voltata a emicupola e caratterizzata dalla presenza di una monofora. Un'abside, di forma semicircolare è presente anche al termine della navata di sinistra, mentre dell'originaria abside di destra, poi sostituita dal campanile, rimangono solo alcune tracce.

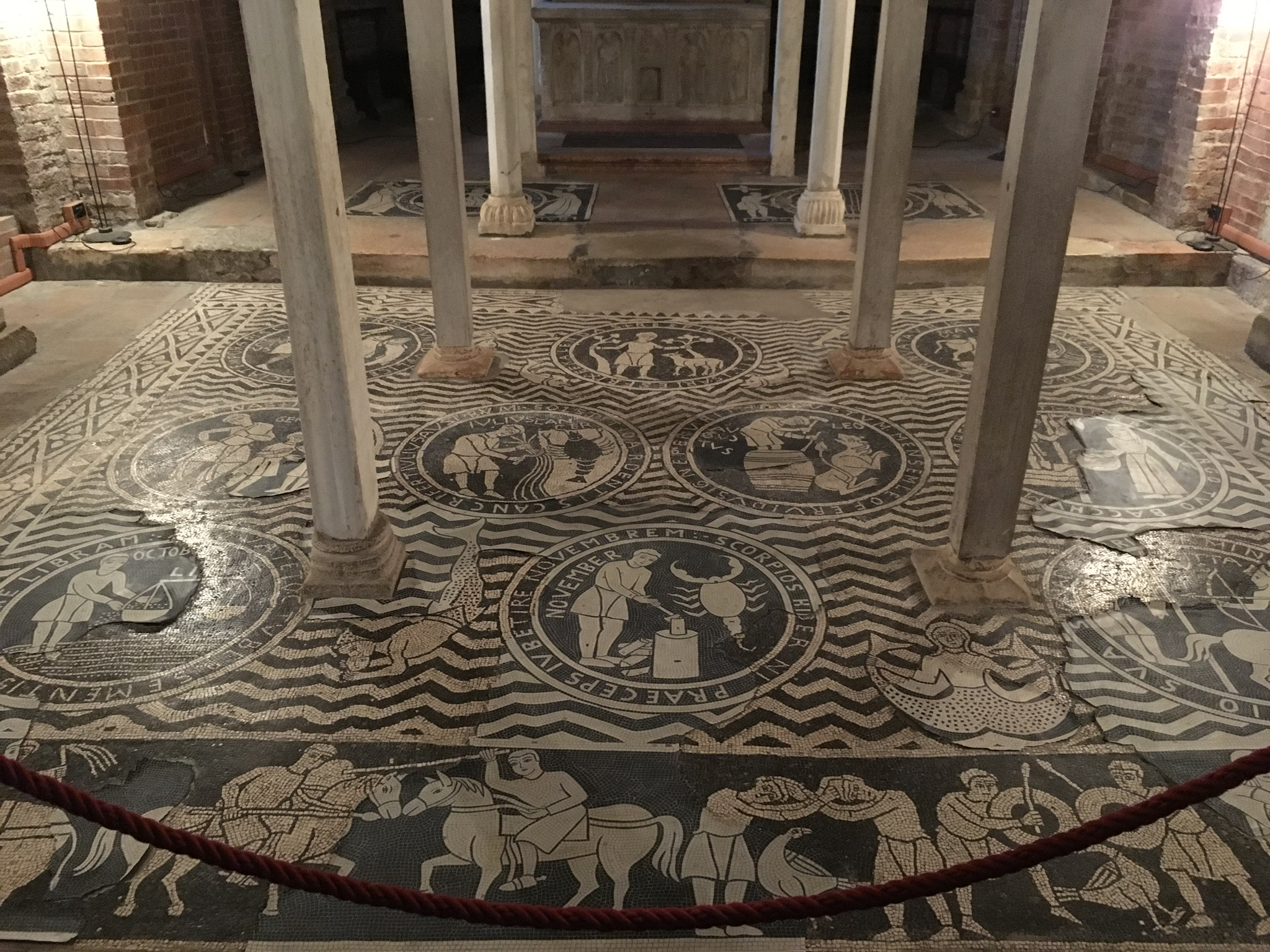
Il mosaico pavimentale della cripta con le ricostruzioni mancanti

Sopra all'altare maggiore, realizzato nel XVIII secolo in marmo nero su progetto di Alessandro Reni e decorato con ornati bronzei opera di Giuseppe Filiberti, è collocato un crocefisso ligneo risalente all'inizio del XII secolo, il cui autore è ignoto.
Alla cripta si accede tramite una scalinata, posta in corrispondenza della terza campata della navata maggiore. Essa si compone di otto campate di dimensione man mano crescente procedendo verso ovest voltate a crociera a appoggiate su 18 colonnine a serioni con capitelli d stile romanico. Al suo interno si trovano, poste all'interno di nicchie sui lati quattro santi scolpiti nel 1481 i quali denotano chiari influssi della scuola dell'Amadeo. Sono presenti, inoltre, dei mosaici raffiguranti i segni zodiacali.
Un altro mosaico, raffigurante scene di combattimenti, una partita a scacchi e una rappresentazione del Cristo, è presente nel presbiterio.
In un pennacchio, è possibile notare l'immagine di san Carlo Borromeo.
La basilica ospita un organo a canne costruito nel 1863 dagli organisti pavesi Lingiardi, poi ampliato ed elettrificato tra il 1942-1943 dall'azienda Tamburini e restaurato nel 2004 a cura della Banca di Piacenza.